# José Maria de Abreu (académico)
José Maria de Abreu nasceu em 15 de Setembro 1818 e faleceu em 15 de Dezembro 1871. Português, nascido na cidade de Coimbra, doutorou-se em filosofia, pela Universidade de Coimbra em 1840. Foi professor catedrático, na mesma universidade, tendo leccionado cadeiras de Química, Mineralogia e Agricultura.  Ainda no mesmo estabelecimento de ensino, foi também lente catedrático da Faculdade de Filosofia.
Foi deputado às Cortes, por Coimbra, em 1854-1858 e 1860 e 1864, vogal do Conselho-Geral de Instrução Pública, em 1859 e, ainda, Director-geral da Instrução Pública de 1859 a 1861 e de 1869 a 1871.
Na qualidade de Director-geral da Instrução Pública, causa à qual dedicou assinaláveis contributos, tais como: Brevíssimas Considerações sobre o Opúsculo - A questão da Instrução Pública em 1848; A criação de Um Curso Especial de Ciências Económicas e Administrativas na Universidade de Coimbra, em 1849;  Almanaque da Instrução Pública em Portugal,  1.º e 2.° anos, 1857-58; e Legislação Académica.
No âmbito da universidade, inventariou e publicou documentação importante sobre legislação académica, sendo da sua autoria a proposta, em 1857, da criação em Coimbra e em Lisboa de cursos superiores de Letras. Integrou a comissão de reforma da Imprensa da Universidade, em 1853.
Na área jornalística colaborou na Revista Universal Lisbonense (1841-1859).
Foi honrado com o título de cavaleiro da Ordem de Nossa Senhora da Conceição de Vila Viçosa em 1850.  Tendo, ainda, desempenhado o papel de Conselheiro de Real em 1859.  Em 1864, integrou a comissão de inspeção extraordinária à Academia Politécnica do Porto.